# Епархия Карагуататубы
Епархия Карагуататубы (лат. Dioecesis Caraguatatubensis) — епархия Римско-Католической церкви с центром в городе Карагуататуба, Бразилия. Епархия Карагуататубы входит в митрополию Апаресиды. Кафедральным собором епархии Карагуататубы является церковь Святого Духа.

## История
3 марта 1999 года Римский папа Иоанн Павел II издал буллу «Ad aptius consulendum», которой учредил епархию Карагуататубы, выделив её из епархии Сантуса.

## Ординарии епархии
- епископ Fernando Mason (3.03.1999 — 25.05.2005), назначен епископом Пирасикабы;
- епископ Antônio Carlos Altieri (26.07.2006 — 11.07.2012), назначен архиепископом Пасу-Фунду;
- епископ José Carlos Chacorowski (с 19 июня 2013 года[1] - по настоящее время).

## Источник
- Annuario Pontificio, Libreria Editrice Vaticana, Città del Vaticano, 2003, ISBN 88-209-7422-3
- Булла Ad aptius consulendum  (лат.)